# 117-es főút (Magyarország)
A 117-es számú főút egy 16 kilométer hosszú kétszer egysávos tehermentesítő út Dorog és Esztergom-Kertváros körül.

## Fekvése
A 10-es út elágazásaként ered Leányvár és Dorog között. Északkelet felől kerüli meg Dorogot és Esztergom-Kertvárost, ahol keresztezi a 111-es főutat. Ezután az út nyugat felé kanyarodik és keresztezi a 11-es főutat, majd Tát után csatlakozik vissza a 10-es útba.

## Története
Az esztergomi Suzuki gyár megépülése után, 1993-1995 környékén építették meg az út első felét Kesztölc és Esztergom-Kertváros között, rácsatlakoztatva a gyárhoz vezető utat, ami Esztergomba is bevezet.
Az Esztergom-kertvárosi Retek utca és a 11-es főút (Tát) közti szakaszát a 2002-es árvíz után kezdték el tervezni. Majd 2005-ben adták át a forgalomnak a Duna táti szakasza mellett elsőrendű árvízvédelmi fővédvonalként is szolgáló utat.

## Érintett települések
A főút az alábbi települések közigazgatási területeit érinti:
- Dorog
- (Piliscsév)
- Kesztölc
- Esztergom-Kertváros
- Tát

## Érdekességek
- Kétszer keresztezi a Budapest–Esztergom-vasútvonalat, a Dorogi Ipari Park mellett és Esztergom-Kertvárosban, és szintén kétszer halad át a Kenyérmezői-patak felett.